# Сене (Морбиан)
Сене (фр. Séné) — коммуна на северо-западе Франции, находится в регионе Бретань, департамент Морбиан, округ Ван, центр кантона Сене. Пригород Вана, примыкает к нему с юго-востока, в 5 км от национальной автомагистрали N165. Расположена на побережье залива Морбиан. Значительную часть территории коммуны занимает природный парк Сене, образованный в обмелевшей части залива.
Население (2019) — 8 900 человек.

## История
Первые следы пребывания человека на территории Сене относятся к эпохе неолита. Мегалиты, относящиеся к этому времени, сохранились в деревне Горневес и на острове Боэд. В V веке до нашей эры здесь поселились венеты. После поражение венетов в 56 году до н. э. в Битва при Морбиане их владения вместе со всей Арморикой вошли в состав Римской Республики. На территории коммуны были обнаружены предметы галло-римской эпохи: черепица с выступами и остатки печей.
Во время Великой французской революции большинство населения Сене поддерживало шуанов, но каких-либо значительных военных действий на территории коммуны не было.
В 80-е годы XX века разработки местных солончаков прекратились, и на их месте был создан природный парк международного значения, в котором зимуют перелетные птицы.

## Достопримечательности
- Шато Кантизак
- Церковь Святого Патерна
- Ипподром Кано
- Дольмен Горневес

## Экономика
Структура занятости населения:
- сельское хозяйство — 3,4 %
- промышленность — 4,1 %
- строительство — 6,3 %
- торговля, транспорт и сфера услуг — 53,5 %
- государственные и муниципальные службы — 32,7 %

Уровень безработицы (2018) — 12,1 % (Франция в целом — 13,4 %, департамент Морбиан — 12,1 %). 

Среднегодовой доход на 1 человека, евро (2018) — 24 300 (Франция в целом — 21 730, департамент Морбиан — 21 830).

## Демография
Динамика численности населения, чел.

## Администрация
Пост мэра Сене с 2020 года занимает Сильви Скюло (Sylvie Sculo). На муниципальных выборах 2020 года возглавляемый ею левый блок одержал победу в 1-м туре, получив 59,35 % голосов.
| Период | Период | Фамилия        | Партия                                  | Примечания     |
| ------ | ------ | -------------- | --------------------------------------- | -------------- |
| 1967   | 1971   | Луи Юген       |                                         |                |
| 1971   | 1980   | Альбер Гиомар  | Разные левые                            | директор школы |
| 1980   | 1983   | Даниэль Малле  | Разные левые                            |                |
| 1983   | 1989   | Франсис Пулиго | Разные правые                           |                |
| 1989   | 2001   | Марсель Карто  | Социалистическая партия                 |                |
| 2001   | 2008   | Патрик Салик   | Союз за народное движение Республиканцы | дантист        |
| 2008   | 2020   | Люк Фуко       | Республиканское и гражданское движение  | журналист      |
| 2020   |        | Сильви Скюло   | Разные левые                            |                |

## Города-побратимы
- Баллишаннон, Ирландия
- Донегол, Ирландия
- Гайспольсайм, Франция

## Галерея

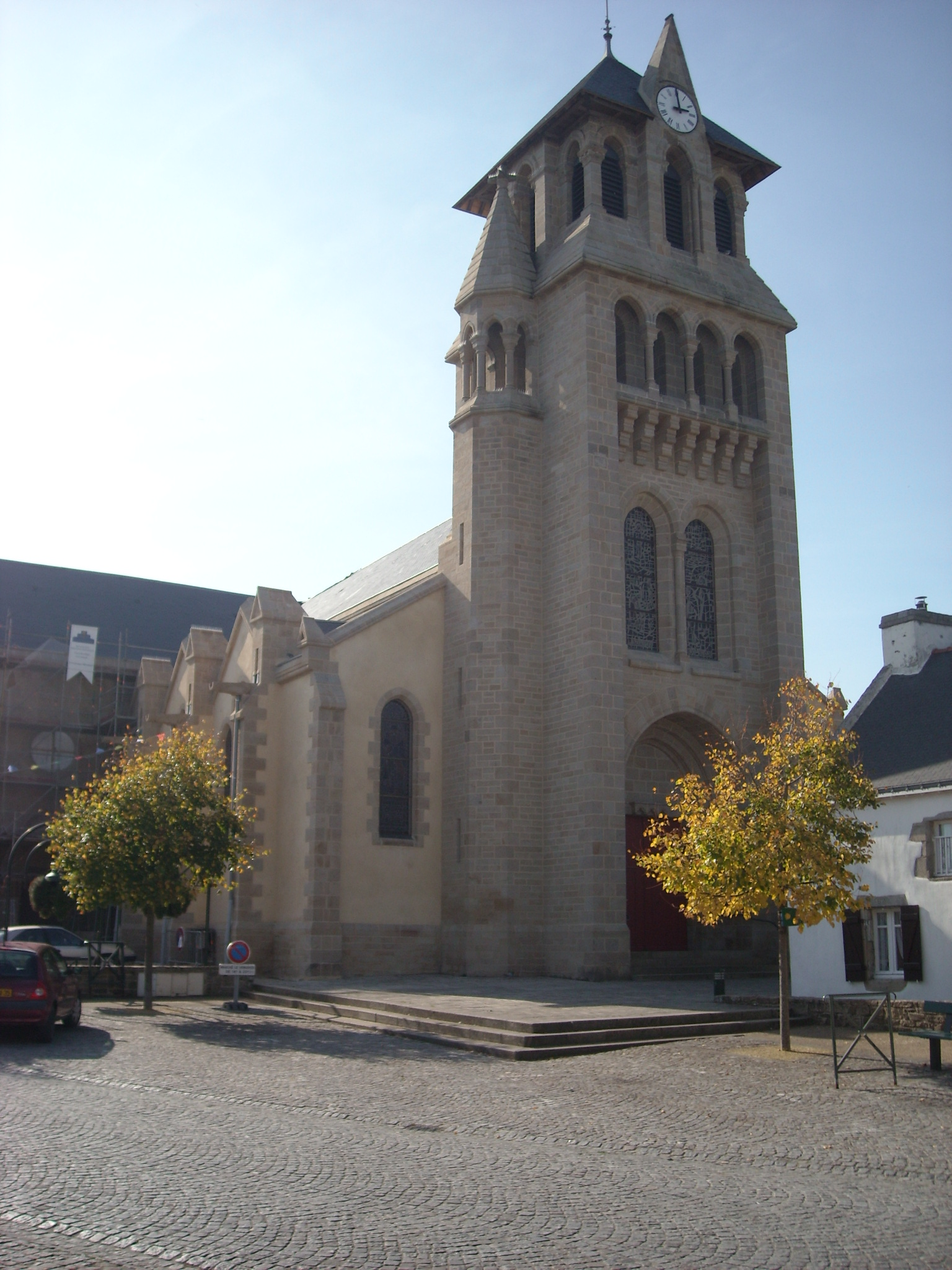
Церковь Святого Патерна
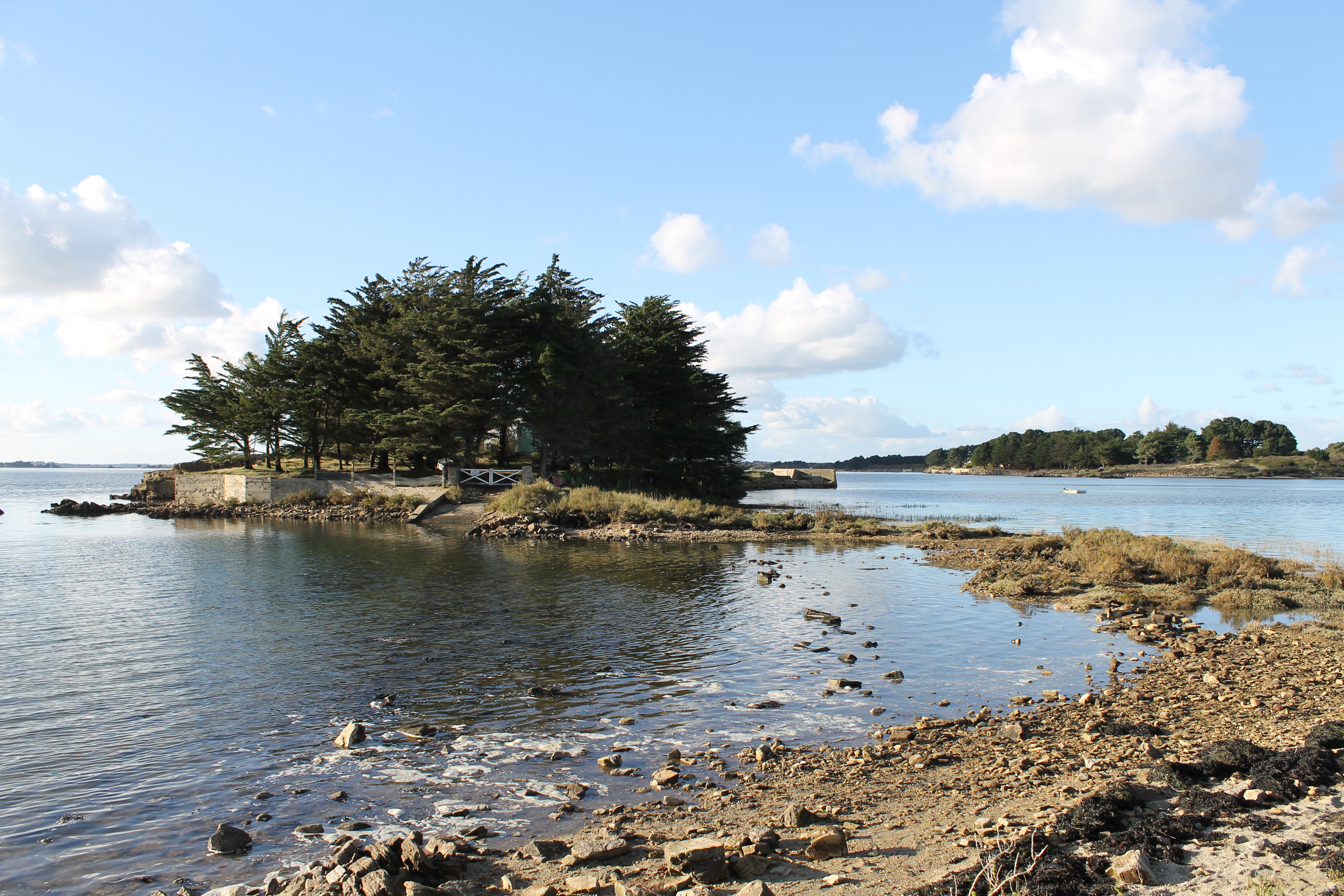
Остров Беши
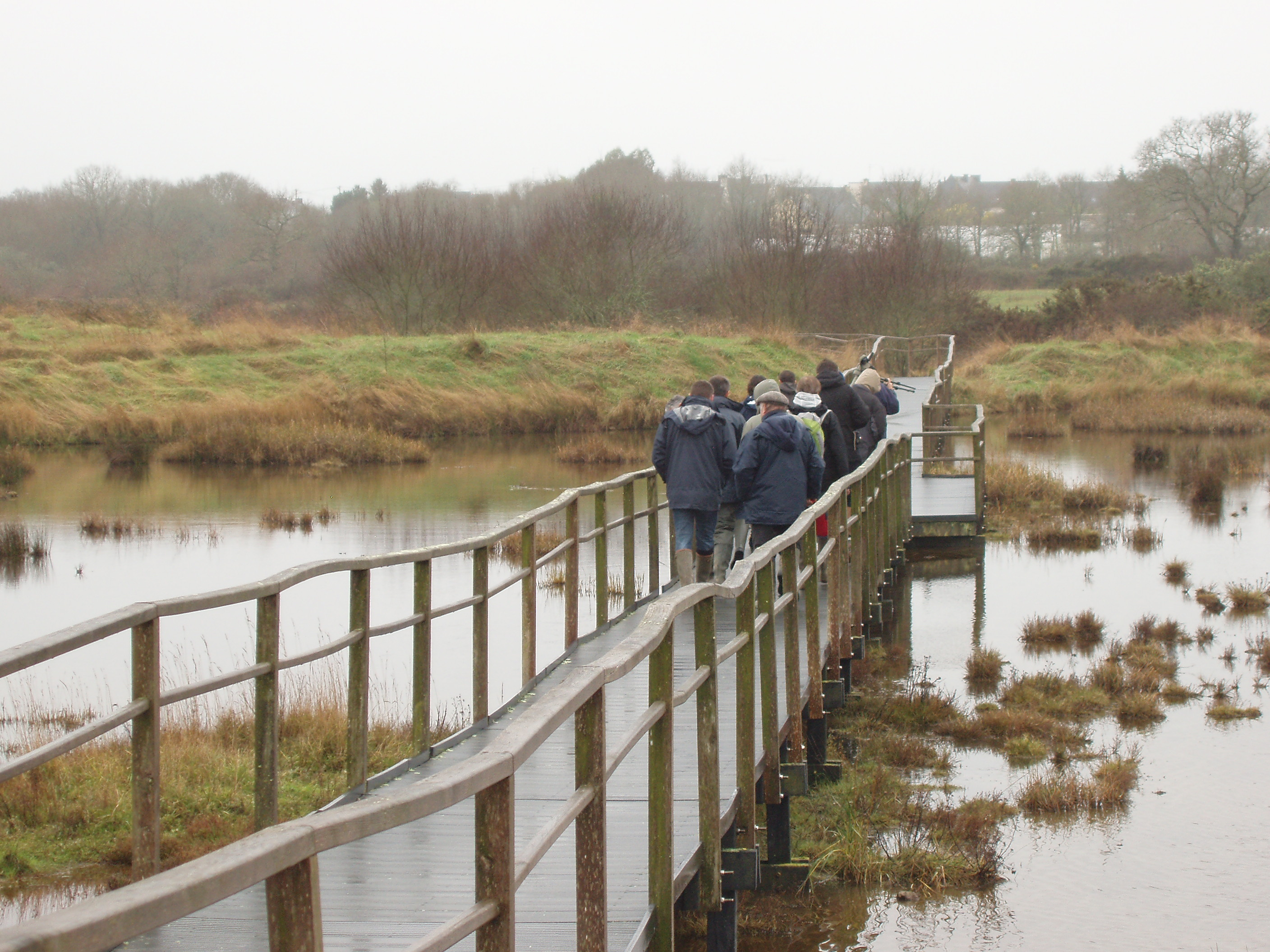
Природный парк Сене
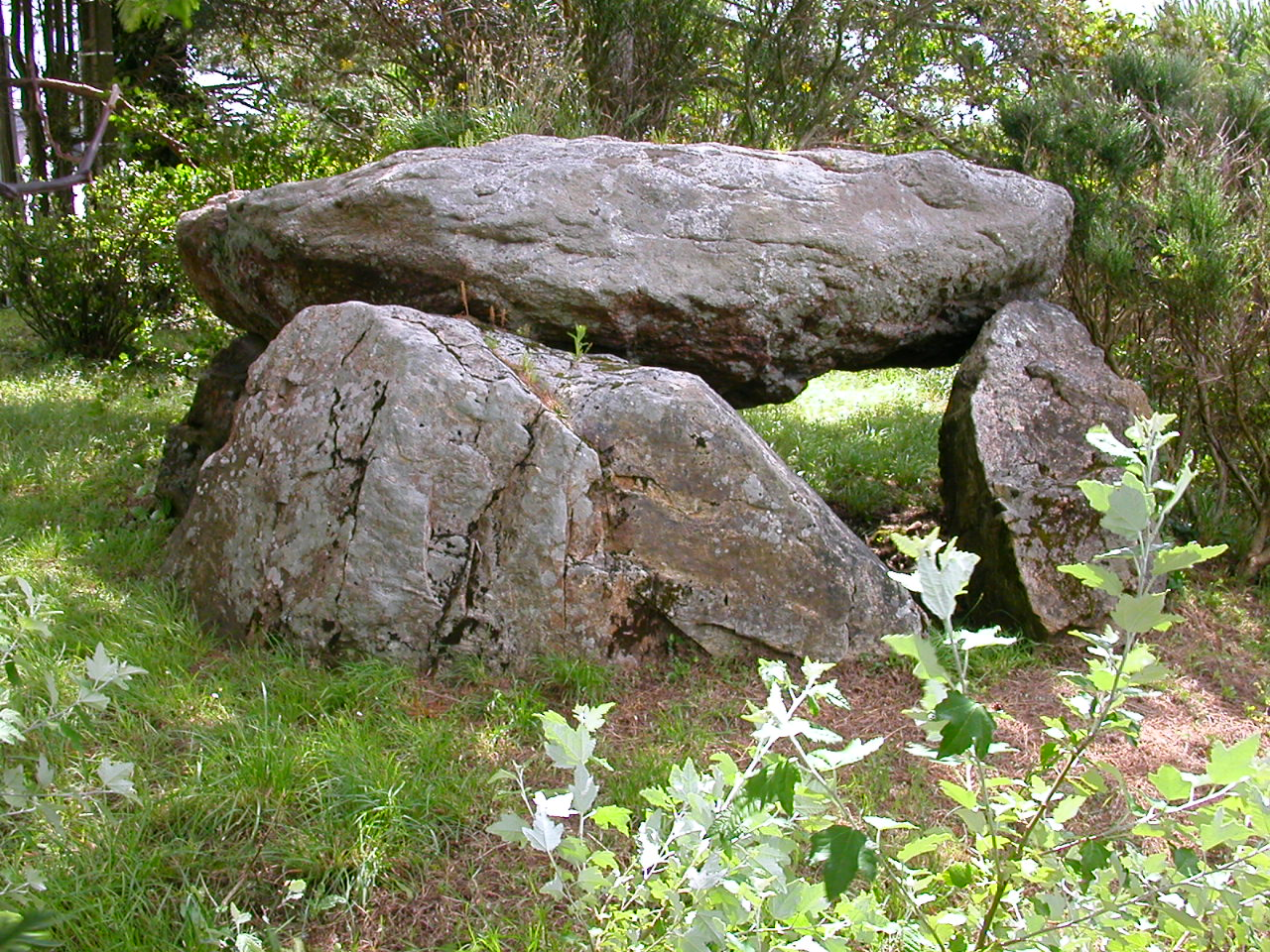
Дольмен Горневес

1. 1 2  база данных о французских коммунах — Национальный географический институт Франции, 2015.